# 로널드 레비 (육상 선수)
로널드 레비(영어: Ronald Levy, 1992년 10월 30일~)는 자메이카의 육상 선수로 주 종목은 허들이다. 2020년 하계 올림픽에서 남자 110m 허들 동메달을 획득했다. 